# Ciklični AMP
Ciklični adenozinmonofosfat (kratica cAMP) je ciklični nukleotid, ki v telesu nastaja iz molekul ATP-ja. Ima vlogo sekundarnega obveščevalca (posreduje signale hormonov, na primer adrenalina in številnih peptidnih hormonov) ter v celici aktivira protein-kinaze.

## Biosinteza in razgradnja
Molekula cAMP se v telesu sintetizira iz celičnega ATP-ja s pomočjo encima adenilat-ciklaze. Aktivnost adenilat-ciklaze stimulirajo razni hormoni (npr. glukagon) in živčni prenašalci (npr. noradrenalin), ki se vežejo na receptor v celični membrani, ki je sklopljen s proteinom G.
Pri razgradnji se cAMP pretvori v AMP pod vplivom encima fosfodiesteraze. Kofein je inhibitor tega encima.

## Fiziološke funkcije

### Aktivacija protein-kinaz
cAMP aktivira protein-kinaze tipa A, ki nadalje fosforilirajo različne znotrajcelične beljakovine ter tako izkazujejo različne učinke:
- fosforilacija Ca2+-kanalčkov povzroči odprtje le-teh,
- fosforilacija kinaze lahkih miozinskih verig povzroči relaksacijo ali kontrakcijo gladkega mišičja (odvisno od mesta fosforilacije na lahki verigi).

### Uravnavanje presnove
Preko aktivacije protein-kinaz se uravnavajo številni presnovni procesi, na primer glikogenoliza, lipoliza in izločanje tkivnih hormonov.